# 機動戦士ガンダムのサウンドトラック
機動戦士ガンダムのサウンドトラックでは、アニメ『機動戦士ガンダム』（第1作）の楽曲を収録したサウンドトラック作品について解説する。

## 概要
テレビ版『機動戦士ガンダム』の音楽は、『無敵超人ザンボット3』『無敵鋼人ダイターン3』に引き続き渡辺岳夫と松山祐士のコンビが担当した。音源は前2作と同様に、サウンドトラックアルバムとしてのLP化を見据えてステレオ録音された。
制作当時は『スター・ウォーズ』の公開後ということもあり、オーケストラによる楽曲編成がアニメ業界にも浸透しつつあった。そのため、キングレコードの担当者の提案で、本作の劇伴をオーケストラ編成で録音することとなり、監督の富野由悠季（当時は富野喜幸）は「一番うれしかったこと」と述懐している。
劇場版三部作でも引き続き渡辺と松山が音楽を担当したが、第1作では武市昌久、第2作『哀・戦士編』では久石譲（編曲のみ）も参加した。ただし、劇場版の主題歌・挿入歌に渡辺と松山は関わっていない。

## テレビ版

### 機動戦士ガンダム オリジナル・サウンドトラック
テレビ版のサウンドトラック第1集。BGMと主題歌を収録。
テレビ放送開始から2か月が経たないうちのリリースであり、ジャケットのイラストでガンダムが構えている銃器が初期稿の「ビーム・スプレー・ガン」になっている。
収録曲
音楽 - 渡辺岳夫、松山祐士
第1面
1. 翔べ！ガンダム
作詞 - 井荻麟 / 歌 - 池田鴻、フィーリングフリー、ミュージッククリエイション
2. 悲愴、そして決然と
3. 長い眠り
4. 慈しみ
5. 安堵
6. ガンダム大地に立つ
7. 颯爽たるシャア
8. 勇壮なるガンダム
9. 虚無感
10. ジオンの脅威

第2面
1. 戦いへの恐怖
2. スペースコロニー
3. サスペンス
4. ジオン公国の陰謀
5. 不安
6. 敵地をスパイする
7. 窮地に立つガンダム
8. 苦い勝利
9. 平和への祈り
10. アムロの旅立ち
11. 永遠にアムロ
作詞 - 井荻麟 / 歌 - 池田鴻、フィーリングフリー

### 機動戦士ガンダム 戦場で
テレビ版のサウンドトラック第2集。新録音のBGMと挿入歌を収録。本作からジャケットに安彦良和描き下ろしのイラストが使用された。
1979年のキングレコードの「LPダイヤモンド賞」を受賞。
収録曲
音楽 - 渡辺岳夫、松山祐士
SIDE 1
1. シャアが来る
作詞 - 井荻麟 / 歌 - 堀光一路
2. きらめきのララァ
作詞 - 井荻麟 / 歌 - 戸田恵子、シンガーズ・スリー
3. いまはおやすみ
作詞 - 井荻麟 / 歌 - 戸田恵子
4. 弧空での遭遇
5. 迎撃の戦士たち
6. 銀翼きらめかせて

SIDE 2
1. 艦隊宇宙へ
2. ジオンの胎動
3. 戦場を疾風（はやて）のように
4. ソーラ・レイ
5. 邂逅ニュータイプ
6. 再生のための終焉
7. 宇宙（そら）よ

### 機動戦士ガンダムIII アムロよ…
テレビ版のサウンドトラック第3集。2枚組だが、BGMは4曲のみで、残りはテレビ劇中の音声を編集したドラマパート（モノラル）である。
収録曲・ドラマ
音楽 - 渡辺岳夫、松山祐士
その1
SIDE 1
1. 第1話「ガンダム大地に立つ!!」より
2. 第2話「ガンダム破壊命令」より
3. 第9話「翔べ!ガンダム」より

SIDE 2
1. 第10話「ガルマ散る」より
2. 第19話「ランバ・ラル特攻!」より
3. 第21話「激闘は憎しみ深く」より
4. 第24話 迫撃!トリプル・ドム

その2
SIDE 1
1. 血塗られたザビ家
2. 全艦出撃せよ
3. ブリッジ・コレクション
4. 新たなる覚醒
5. 第34話「宿命の出会い」より
6. 第36話「恐怖!機動ビグ・ザム」より
7. 第38話「再会、シャアとセイラ」より

SIDE 2
1. 第41話「光る宇宙」より
2. 第42話「宇宙要塞ア・バオア・クー」より
3. 第43話「脱出」より

### 交響詩 ガンダム
テレビシリーズのヒットを受けて制作された。英題は "SYMPHONIC POEM GUNDAM"。『機動戦士ガンダム』のBGMを再編曲し、オーケストラによる演奏を収録。録音は福生市民会館大ホールでおこなわれた。
帯のキャッチコピーは「アムロはふりむかない、しかし今わたしたちは「ガンダム」の世界をふりかえらずにはいられない。」
収録曲
指揮 - 小松一彦 / 演奏 - 新日本フィルハーモニー交響楽団
SIDE 1
1. 眠りより
作曲・編曲 - 松山祐士
2. 珠玉の人
作曲・編曲 - 渡辺岳夫
3. 大地を発って
作曲・編曲 - 松山祐士
4. 遭遇の宇宙
作曲・編曲 - 松山祐士
5. ララア・ときめき
作曲・編曲 - 渡辺岳夫

SIDE 2
1. 疾風のように
作曲・編曲 - 松山祐士
2. 女たちよ
作曲・編曲 - 渡辺岳夫
3. 戦場空域
作曲・編曲 - 松山祐士
4. ソーラ・パワー
作曲・編曲 - 渡辺岳夫
5. 黎明
作曲・編曲 - 渡辺岳夫

## 劇場版

### MOBILE SUIT GUNDAM I
劇場版第1作『機動戦士ガンダム』のサウンドトラック第1集。
帯のキャッチコピーは「君は音楽の背後に何を聞きとるか」。
収録曲
SIDE 1
1. 宇宙世紀0079
作曲・編曲 - 松山祐二
2. 戦火の人々
作曲・編曲 - 渡辺岳夫
3. 悲しみを乗り超えて
作曲・編曲 - 松山祐二
4. 潜入
作曲・編曲 - 松山祐二
5. 宿命の遭遇
作曲・編曲 - 渡辺岳夫
6. 赤い彗星
作曲・編曲 - 松山祐二
7. 緊迫
作曲・編曲 - 松山祐二
8. ホワイトベース
作曲・編曲 - 松山祐二
9. 闇の動揺
作曲・編曲 - 松山祐二

SIDE 2
1. ルナツー
作曲・編曲 - 武市昌久
2. 白熱戦
作曲・編曲 - 武市昌久
3. 灼熱
作曲・編曲 - 渡辺岳夫
4. 何故…
作曲・編曲 - 渡辺岳夫
5. 戦う勇気
作曲・編曲 - 渡辺岳夫
6. ときめき
作曲・編曲 - 渡辺岳夫
7. 少年よ
作曲 - 渡辺岳夫 / 編曲 - 武市昌久
8. スター・チルドレン
作詞：井荻麟／作曲：やしきたかじん／編曲：飛澤宏元 / 歌 - やしきたかじん

### MOBILE SUIT GUNDAM II
劇場版第1作のサウンドトラック第2集。
帯のキャッチコピーは第1集と同じ。
収録曲
SIDE 1
1. 円舞曲
作曲・編曲 - 松山祐二
2. 焦燥
作曲・編曲 - 渡辺岳夫
3. 一つの死
作曲・編曲 - 渡辺岳夫
4. 闇の重さ
作曲・編曲 - 渡辺岳夫
5. 無限空間
作曲 - 渡辺岳夫 / 編曲 - 武市昌久
6. 遥かな曜
作曲・編曲 - 松山祐二
7. 信頼の絆
作曲 - 渡辺岳夫 / 編曲 - 武市昌久
8. 束の間の休息
作曲 - 渡辺岳夫 / 編曲 - 松山祐二

SIDE 2
1. 母と子
作曲・編曲 - 渡辺岳夫
2. ぬくもり
作曲・編曲 - 渡辺岳夫
3. ふりむくな
作曲・編曲 - 渡辺岳夫
4. 死闘
作曲・編曲 - 武市昌久
5. ギレン・ザビ
作曲 - 渡辺岳夫 / 編曲 - 松山祐二
6. 砂の十字架
作詞・作曲 - 谷村新司 / 編曲 - 青木望 / 歌 - やしきたかじん

### MOBILE SUIT GUNDAM III
劇場版第1作のサウンドトラック第3集。2枚組で、劇中の音声をほぼ完全な形で収録（モノラル）。
帯のキャッチコピーは「真の「ドラマ」であればこそ「感動」が伝わってくる…」。
収録ドラマ
音楽 - 渡辺岳夫、松山祐二、武市昌久
その1
SIDE 1
1. 松竹映画「機動戦士ガンダム」1

SIDE 2
1. 松竹映画「機動戦士ガンダム」2

その2
SIDE 1
1. 松竹映画「機動戦士ガンダム」3

SIDE 2
1. 松竹映画「機動戦士ガンダム」4

### 機動戦士ガンダムII 哀 戦士
劇場版第2作『機動戦士ガンダムII 哀・戦士編』のサウンドトラック第1集。なお、主題歌を担当した井上大輔も『哀 戦士』のタイトルでアルバムを発表している。
帯のキャッチコピーは「響くか 人の革新が」。
収録曲
SIDE 1
1. 哀 戦士
作詞 - 井荻麟 / 作曲・編曲・歌 - 井上大輔
2. 風にひとりで
作詞 - 井荻麟 / 作曲・編曲・歌 - 井上大輔
3. ガンダムよ
作曲・編曲 - 松山祐二
4. 空域間戦争
作曲・編曲 - 渡辺岳夫
5. 予感
作曲 - 渡辺岳夫 / 編曲 - 久石譲
6. 赤い閃光の奴
作曲・編曲 - 松山祐二
7. 意志を
作曲 - 渡辺岳夫 / 編曲 - 久石譲

SIDE 2
1. 我に力を
作曲 - 渡辺岳夫 / 編曲 - 久石譲
2. 心たちよ
作曲・編曲 - 渡辺岳夫
3. ジャブローへ
作曲・編曲 - 松山祐二
4. ふるえないで
作曲・編曲 - 松山祐二
5. 華麗なるを
作曲 - 渡辺岳夫 / 編曲 - 久石譲
6. 戦場に哀惜を
作曲・編曲 - 松山祐二
7. やすらぎ求めて
作曲・編曲 - 松山祐二

### 機動戦士ガンダムII 哀 戦士 ドラマ編
劇場版第2作のサウンドトラック第2集。2枚組で、劇中の音声をほぼ完全な形で収録（モノラル）。ジャケットのイラストは中村光毅。
帯のキャッチコピーは「遺しておきたい 哀 戦士たちのドラマを。」
収録ドラマ
音楽 - 渡辺岳夫、松山祐二、井上大輔
その1
SIDE 1
1. 砂塵の街に出会う -ランバ・ラル隊の追撃-

SIDE 2
1. 戦火に散りゆく人々 -オデッサ作戦-

その2
SIDE 1
1. 大西洋は二人の恋をのみこんで -カイとミハルの物語-

SIDE 2
1. 再び宇宙（そら）へ -南米ジャブローを発進-

### 機動戦士ガンダムIII めぐりあい宇宙
劇場版第3作『機動戦士ガンダムIII めぐりあい宇宙編』のサウンドトラック第1集。
帯のキャッチコピーは「「ガンダム」は空前のブームを経て 今、再び それぞれの胸に帰ってゆく。」
1982年のキングレコードの「LPダイヤモンド賞」を受賞。
収録曲
SIDE 1
1. ホワイト・ベース月へ
作曲・編曲 - 松山祐二
2. 想い出はつらく
作曲・編曲 - 松山祐二
3. 白い奴
作曲・編曲 - 松山祐二
4. 再会、父よ
作曲・編曲 - 渡辺岳夫
5. 迫るジオン
作曲・編曲 - 渡辺岳夫
6. 戦場の兄妹
作曲・編曲 - 渡辺岳夫
7. 巨大な戦場
作曲・編曲 - 松山祐二
8. 指輪
作曲・編曲 - 渡辺岳夫
9. ビグ・ザムの男
作曲・編曲 - 松山祐二

SIDE 2
1. 重い時間
作曲・編曲 - 渡辺岳夫
2. ララァ
作曲・編曲 - 松山祐二
3. 出撃
作曲・編曲 - 渡辺岳夫
4. ビギニング
作詞 - 井荻麟 / 作曲・編曲・歌 - 井上大輔
5. 憎しみの光
作曲・編曲 - 渡辺岳夫
6. 宿命の二人
作曲・編曲 - 渡辺岳夫
7. 仲間たち
作曲・編曲 - 渡辺岳夫
8. めぐりあい
作詞 - 井荻麟、売野雅勇 / 編曲 - 鷺巣詩郎 / 作曲・歌 - 井上大輔

### 機動戦士ガンダムIII めぐりあい宇宙 ドラマ編
劇場版第3作のサウンドトラック第2集。2枚組で、劇中の音声をほぼ完全な形で収録（モノラル）。
帯のキャッチコピーは「愛すべき「ガンダムの人々」よ、いつまでも心の中に生き続けてほしい。」
収録ドラマ
音楽 - 渡辺岳夫、松山祐二、井上大輔
その1
SIDE 1
1. めぐりあい宇宙I

SIDE 2
1. めぐりあい宇宙II

その2
SIDE 1
1. めぐりあい宇宙III

SIDE 2
1. めぐりあい宇宙IV

## 編集盤・その他

### ベスト・オブ・ガンダム
テレビ版および劇場版の主題歌・挿入歌をすべて収録したベスト盤。ピクチャーレコード仕様。
帯には「限定盤」とあり、キャッチコピーは「4年にわたるガンダムの集大成」。
収録曲
SIDE 1
1. 翔べ！ガンダム
2. シャアが来る
3. きらめきのララァ
4. いまはおやすみ
5. 永遠にアムロ

SIDE 2
1. スターチルドレン
2. 砂の十字架
3. 風にひとりで
4. 哀 戦士
5. ビギニング
6. めぐりあい

### 機動戦士ガンダム 未収録BGMコレクション 上巻
「未収録BGMコレクション・シリーズ」の1枚で、ほかに『伝説巨神イデオン』『六神合体ゴッドマーズ』『戦闘メカ ザブングル』も発売されている。CD-BOXでCD化の際にタイトルが変更された。ジャケットのイラストは大河原邦男。
BGMのほか、主題歌のTVサイズやカラオケ・バージョンなども収録。SIDE 1の冒頭3曲が「TV篇」、それ以外が「映画「機動戦士ガンダム」篇」、SIDE 2が「映画「哀 戦士」篇」となっている。
収録曲
SIDE 1
1. 翔べ！ガンダム（TVサイズ）
2. ブリッジ・コレクション
作曲・編曲 - 松山祐二、渡辺岳夫
3. 永遠にアムロ（TVサイズ）
4. スターチルドレン（カラオケ）
5. 遭遇
作曲・編曲 - 松山祐二、渡辺岳夫
6. 強行突破
作曲・編曲 - 松山祐二、渡辺岳夫
7. ブリッジ・コレクション
作曲・編曲 - 松山祐二、渡辺岳夫 / 編曲 - 武市昌久
8. 砂の十字架（カラオケ）

SIDE 2
1. 哀の地平
作曲・編曲 - 松山祐二
2. 白熱の戦場
作曲・編曲 - 松山祐二、渡辺岳夫
3. コアブースター待機
作曲・編曲 - 渡辺岳夫
4. 潜入作戦
作曲・編曲 - 松山祐二、渡辺岳夫
5. 風にひとりで（インスト）
6. ブリッジ・コレクション
作曲・編曲 - 松山祐二、渡辺岳夫
7. 哀戦士（カラオケ）

### 機動戦士ガンダム 未収録BGMコレクション 下巻
下巻はすべて「映画「めぐりあい宇宙」篇」となっている。ジャケットのイラストは中村光毅。
収録曲
SIDE 1
1. キャメル艦隊撃破
作曲・編曲 - 松山祐二
2. サイド6
作曲・編曲 - 渡辺岳夫、松山祐二
3. 出会いと別れ
作曲・編曲 - 渡辺岳夫、松山祐二
4. テキサスコロニー
作曲・編曲 - 渡辺岳夫、松山祐二
5. 宇宙要塞ソロモン
作曲・編曲 - 渡辺岳夫、松山祐二
6. ララァの呼び声
作曲・編曲 - 松山祐二

SIDE 2
1. 決戦を前に
作曲・編曲 - 渡辺岳夫、松山祐二
2. 輝きの二人
作曲・編曲 - 渡辺岳夫、松山祐二
3. 最終防衛線
作曲・編曲 - 渡辺岳夫、松山祐二
4. ア・バオア・クー
作曲・編曲 - 渡辺岳夫、松山祐二
5. ニュータイプ
作曲・編曲 - 渡辺岳夫、松山祐二
6. めぐりあい（カラオケ）
7. ビギニング（カラオケ）

## CD
1991年に、『未収録BGMコレクション』を除く上記のオリジナル・アルバムがCD復刻された。

### 劇場版 機動戦士ガンダム 総音楽集
劇場版のすべての音源を網羅した4枚組。DISC 1-3に各三部作の音源をほぼ劇中と同じ順番で、DISC 4には未使用のBGMなどを収録。
DISC 1
収録曲
DISC 1
1. 人工の大地 M-1
2. ガンダム起動 M-37
3. 同 M-3
4. 同 M-4
5. 同 M-5
6. 同 M-7
7. 同 M-8
8. 紅の機動兵器 M-10
9. 同 M-11シンセなし
10. 同 M-12弦なし
11. 同 M-13弦なし
12. 同 M-14
13. 寒い時代 M-15
14. 同 M-56
15. 同 M-16'テイク1
16. 重力圏へ M-43
17. 同 M-16
18. 同 M-20
19. 同 M-21
20. 波状攻撃 M-22テイク1
21. 同 M-13
22. 同 M-18
23. 同 M-26
24. ガルマ謀殺 M-27
25. 同 M-28
26. 同 M-57
27. 同 M-23
28. 同 M-12
29. ザビ家参集 M-46
30. 同 M-49
31. 苦き故郷 M-55
32. 同 M-34
33. 同 M-54
34. 同 M-24
35. 同 M-45
36. ジークジオン M-40
37. 砂の十字架
38. スター・チルドレン

DISC 2
1. アバン・タイトル M-31B
2. 同 M-7
3. 同 M-31A
4. 木馬討伐隊 M-32管のみ
5. 同 M-24
6. 同 M-16
7. 同 M-12
8. 熱砂の死闘 M-9
9. 同 M-33
10. 同 M-18
11. 同 M-10
12. 同 M-32
13. 同 A-1
14. 風にひとりで（ハーモニカ・メロオケ）
15. オデッサの激戦 M-5
16. 同 M-17
17. 同 M-17ギロなし
18. 同 M-8
19. 同 M-4
20. 風にひとりで
21. ホワイトベース、南米へ M-6
22. 同 M-33弦のみ
23. 同 M-26
24. 同 M-25
25. 同 M-19
26. 同 [I]-M-52
27. ジャブロー総力戦 M-11
28. 同 M-15
29. 同 M-1
30. 同 [I]-M-58
31. 哀戦士
32. エンディング M-21
33. 風にひとりで（シンセ・メロオケ）
34. 哀 戦士（シンセ・メロオケ）
35. 哀 戦士（コーラス入りカラオケ）

DISC 3
1. オープニング M-1
2. 熟練の戦士たち M-2
3. 同 M-3
4. 同 M-4
5. 同 M-5
6. 再会の地 M-6
7. 同 M-7
8. 同 M-8
9. 同 M-9
10. 同 M-10
11. 別離の果てに M-12
12. 同 M-13
13. 同 M-14
14. 同 M-15
15. 同 M-16
16. 同 M-17
17. 同 [II]M-13
18. 同 M-19
19. テキサスの遭遇 M-20
20. 同 M-21
21. 同 M-22
22. 同 M-23
23. 同 M-24
24. 同 M-25
25. 同 M-26
26. 兄妹の絆 M-27
27. 同 M-28
28. 同 M-29
29. 同 M-30
30. 茫漠たる戦場 M-31
31. 同 M-32
32. 同 M-33
33. 同 M-34
34. 同 M-35
35. 同 M-36
36. ビグ・ザム出現 M-37
37. 同 M-38
38. 同 M-40
39. 同 M-41
40. 同 M-42
41. 同 M-43頭なし
42. 虚空に響く声 M-44
43. 同 アカペラ1
44. 同 アカペラ2
45. 同 M-45
46. 同 M-46
47. 同 M-47
48. 同 M-48
49. 同 M-49
50. 光輝の中で M-50
51. 同 M-51
52. 同 M-52
53. 同 M-53
54. 同 M-54
55. 同 M-55
56. 同 M-57
57. ビギニング
58. ア・バオア・クー侵攻 M-58
59. 同 M-59
60. 同 M-60
61. 同 M-61
62. 同 M-62
63. 同 M-63
64. 別離の果てに M-63B
65. 同 M-64
66. ア・バオア・クー侵攻 M-65
67. 帰るべき処 M-66
68. 同 M-67
69. 同 M-68
70. 同 M-69
71. 同 M-70A
72. 同 M-70B
73. 同 M-71
74. めぐりあい

DISC 4
1. 映画 機動戦士ガンダム未使用BGM M-2
2. 同 M-9
3. 同 M-11
4. 同 M-13弦のみ
5. 同 M-19
6. 同 M-31
7. 同 M-36
8. 同 M-39
9. 同 M-44
10. 同 M-48
11. 同 M-49ギターのみ
12. 同 M-50
13. 同 M-51
14. 同 M-53
15. 同 M-59
16. スターチルドレン（カラオケ）
17. 砂の十字架（カラオケ）
18. 映画 機動戦士ガンダムⅡ哀戦士編未使用BGM M-2
19. 同 M-3
20. 同 M-14
21. 同 M-22
22. 同 M-23
23. 同 M-27
24. 同 M-28
25. 同 M-29
26. 未使用ブリッジコレクション A-2
27. 同 A-3
28. 同 B-1
29. 同 B-2
30. 同 B-3
31. 同 B-4
32. 同 C-1
33. 同 C-2
34. 同 C-3
35. 風にひとりで（カラオケ）
36. 哀戦士（カラオケ）
37. 映画 機動戦士ガンダムⅢめぐりあい宇宙編未使用BGM M-18
38. 同 M-20テイク2
39. 同 M-39
40. 同 M-43
41. 同 M-64B
42. 同 M-71B
43. 同 M-72
44. ビギニング（カラオケ）
45. めぐりあい（カラオケ）

### TV版 機動戦士ガンダム 総音楽集
テレビ版のすべての音源（『交響詩』は除く）を網羅した3枚組。『アムロよ…』収録のドラマパートも含まれているが、いくつかのエピソードが未収録で、代わりにほかのエピソードが追加されている。
収録曲
* はオリジナル・サウンドトラック未収録。
DISC 1
1. 翔べ！ガンダム（TVサイズ）
2. 長い眠り
3. サブタイトル*
4. 悲愴、そして決然と
5. 颯爽たるシャア
6. サスペンス
7. ゆれる心*
8. 虚無感
9. 血塗られたザビ家
10. ジオンの脅威
11. 不安
12. 敵地をスパイする
13. 窮地に立つガンダム
14. 安堵
15. 想い出の人*
16. アムロの旅立ち
17. アイキャッチ（First Version）*
18. 急転*
19. 接近遭遇*
20. ガンダム大地に立つ
21. アイキャッチ*
22. 全艦出撃せよ
23. カウントダウン*
24. 戦闘空域*
25. ひとときの安らぎ
26. スペースコロニー
27. 慈しみ
28. 戦いへの恐怖
29. ジオン公国の陰謀
30. 迎撃の戦士たち
31. シャアが来る
32. 闇の鼓動*
33. 新たなる覚醒
34. ジオンの胎動
35. いまはおやすみ（カラオケShort Version）*
36. 平和への祈り
37. 宇宙よ
38. 永遠にアムロ（TVサイズ）

DISC 2
1. 翔べ!ガンダム
2. 永遠にアムロ
3. シャアが来る
4. きらめきのララァ
5. いまはおやすみ
6. サブタイトル (Alternate Version)*
7. 勇壮なるガンダム
8. 苦い勝利
9. 子どもたちのワルツ*
10. 足取り軽く*
11. 小さな遊び*
12. 発見！*
13. いたずら*
14. 大騒動*
15. 心はずんで*
16. 空翔ける想い
17. アイキャッチ (Alternate Version)*
18. 孤空での遭遇
19. 銀翼きらめかせて
20. 艦隊宇宙へ
21. 戦場を疾風のように
22. ソーラ・レイ
23. 邂逅ニュータイプ
24. 再生のための終焉
25. 翔べ!ガンダム（オリジナル・カラオケ）*
26. 永遠にアムロ（オリジナル・カラオケ）*
27. シャアが来る（オリジナル・カラオケ）*
28. きらめきのララァ（オリジナル・カラオケ）*
29. いまはおやすみ（セリフ無し カラオケ）*
30. いまはおやすみ（セリフ入り カラオケ）*
31. 永遠にアムロ
32. 永遠にアムロ（オリジナル・カラオケ）

DISC 3
1. 第1話 ガンダム大地に立つ
2. 第2話 ガンダム破壊命令
3. 第10話 ガルマ散る
4. 第11話 イセリナ、恋のあと*
5. 第12話 ジオンの脅威*
6. 第13話 再会、母よ…*
7. 第19話 ランバ・ラル特攻！
8. 第24話 迫撃！トリプル・ドム
9. 予告編音楽*
10. アイキャッチ*
11. 第31話 ザンジバル、追撃！*
12. 第32話 強行突破作戦*
13. 第33話 コンスコン強襲*
14. 第36話 恐怖!機動ビグ・ザム！
15. 第38話 再会、シャアとセイラ
16. 第41話 光る宇宙
17. 第43話 脱出

### 機動戦士ガンダム CD-BOX
初CD化となる『未収録BGMコレクション』を含むオリジナル・アルバムを復刻した14枚組の限定版CDボックス・セット。
オリジナルLPを縮小再現した12センチ紙ジャケット仕様で、帯も初回盤LPをベースに復刻。CDのレーベル面もLPをベースにデザインされた。音源はオリジナル・マスターテープを使用し、当時のエンジニアを採用してデジタル・リマスタリングされた。安彦良和描き下ろしイラスト使用のLPサイズのボックスに収納、封入特典としてブックレット「THE HISTORY OF GUNDAM MUSIC」、各ジャケットをほぼLPサイズで収録した画集「THE ART OF GUNDAM ALBUM」、各ジャケットやライナーノーツをデータ化したCD-ROM「GUNDAM LINER NOTE ARCHIVE」が付属した。